# Abracadabra (canción de Alaska)
«Abracadabra»  es una canción interpretada por la cantante de mexicano-española Alaska. Esta canción fue elegida como tema principal del programa infantil La bola de cristal, que la propia cantante presentaba, y formó parte de la banda sonora del mismo. La discográfica Hispavox la lanzó en 1985 como el primer sencillo de Alaska, marcando su debut en solitario. Aunque originalmente fue compuesta y producida por José María Cano para el grupo Mecano, posteriormente se adaptó para ser utilizada como sintonía del citado programa. 

## Información
Originalmente la canción fue escrita para el grupo pop, Mecano por José María Cano e interpretada por la vocalista Ana Torroja en 1983 bajo el título de “Me non parlez vous français”. El tema fue grabado como una maqueta del siguiente álbum de Mecano, Ya viene el sol. Finalmente el tema acabó siendo una canción inédita más del grupo y un año más tarde, Cano ya estaba creando algunas canciones como “Vacaciones infernales” y creó “Abracadabra” del instrumental. La canción finalmente la interpretó Alaska para el programa La bola de cristal donde además hacía de cabecera y se incluyó en la banda sonora original en 1985.

## Vídeos musicales
Se realizan dos vídeos musicales de la canción aunque en años distintos, el primero sirve para la presentación del programa y el segundo como videoclip oficial. 

### Vídeo de 1984
El vídeo musical de la canción se estrena el mismo día que el primer episodio del programa La bola de cristal y en el aparece Alaska con una estética gótica en el plató del programa haciendo el play-back donde también se grabaron otros vídeos como «Vacaciones infernales» y «Esclava del mal».
En cuanto a la estética de la intérprete se puede añadir que llevaba puesto uno de sus vestidos que utilizaba comúnmente en 1983 pero su pelo esta vez era de color natural y con un recogido hacia arriba.

### Vídeo de 1985
Como segundo vídeo esta vez oficial se hace en 1985 en uno de los escenarios del programa, la casa de la bruja Truca papel interpretado por Alaska. Allí se encontraba en camisón de color negro y se mira al espejo y más tarde se marcha detrás de un biombo para cambiarse para recibir a sus amigos, mientras los electro duendes intentan fastidiar la reunión. En la casa se pueden encontrar artículos esotéricos como cartas del tarot, una bola de cristal.

## Incluido en
A continuación se muestran los álbumes y formatos oficiales en los que "Abracadabra" ha sido incluida.
- 1985, maxisencillo de 12 pulgadas Abracadabra - (Hispavox)
- 1985, CD Sencillo Abracadabra - (Hispavox)
- 1985, Vinilo La bola de cristal - (Hispavox)
- 1985, Casete La bola de cristal - (Hispavox)

## Versiones oficiales
Mecano
- Versión demo - 3:03

Alaska
- Versión álbum - 3:39

## Popularidad
En una encuesta de 2013 fue elegida como la canción por excelencia de la generación de la EGB (los nacidos en España entre 1965 y 1985).